# Gladiatus
Gladiatus, sous-titré Hero of Rome, est un jeu par navigateur gratuit de Gameforge GmbH lancé en 2007. Le jeu consiste à gérer un gladiateur.
Selon Alexa Internet, Gladiatus est classé 2 292e pour le trafic Web (1 115e en octobre 2008).